# Маран ата
Маран ата (арам. ܡܪܢ ܐܬܐ, грч. μαράν ἀθά, лат. maran atha) је израз на арамејском језику који се може тумачити двојако. Израз су вероватно користили рани хришћани.
Током ранохришћанског раздобља речи Маран ата значиле су очекивање скорог доласка Исуса Христа након вазнесења.
Појављује се у Библији у 1. Кор. 16:22. Могућа значења су: „Господ дође”, „Господ долази” или највероватније „Господе, дођи!”. У сиријском преводу Пешита употребљава се и у Откр. 22:20.